# Skarvøyna (Øygarden)
Ne doit pas être confondu avec Skarvøyna.
Skarvøyna est une île dans le landskap Sunnhordland du comté de Vestland. Elle appartient administrativement à Øygarden.

## Géographie
Rocheuse et désertique, elle s'étend sur environ 333 m de longueur pour une largeur approximative de 170 m.